# Дядя Ваня (спектакль МДТ)
 «Дядя Ваня»  — спектакль Академического Малого Драматического театра — Театра Европы, поставленный режиссёром Львом Додиным в 2003 году по одноименной пьесе А. П. Чехова

## О спектакле
«Дядя Ваня» — четвёртый чеховский спектакль Льва Додина. Репетиции начались в ноябре 2002 года, а уже 29 апреля 2003 года состоялась премьера. Как пишет театральный критик и историк Ольга Егошина, «Участники „Дяди Вани“ единодушно уверяют, что впервые репетиционный процесс был таким быстрым и лёгким. Кажется, что работа над „Дядей Ваней“ шла именно в том состоянии, когда всё угадано и всё удаётся.» (Ольга Егошина. «Крупный план.» Экран и сцена, № 13–14, май 2003)
Спектакль открывает новые возможности сценического воплощения классики в современном театре, образец русского психологического театра с тонким и классически аскетичным оформлением художника Давида Боровского, пастельными штрихами оживившего атмосферу чеховской пьесы.
Обработанные аудиозаписи всех репетиций «Дяди Вани» до выхода на сцену опубликованы в книге «Лев Додин. Путешествие без конца» (СПб.: Балтийские сезоны, 2010).
Подробнее про создание спектакля можно почитать в книге Ольги Егошиной «Театральная утопия Льва Додина» (М: Новое литературное обозрение, 2014) - с.168–171
 «Течет жизнь, и рано или поздно — иногда раньше, иногда позже — человек начинает ощущать прошедшую жизнь как некую ценность, которую он не сумел использовать. Начинают мерещиться призраки другой, непрожитой жизни. В этой другой жизни сбываются все самые потаённые желания, осуществляются все надежды, превращаются в реальность самые сладостные фантазии. Человек с яростью сжигает прошедшее, отвергает настоящее и весь отдаётся этому другому, несбывшемуся, не прожитому. Чем полноценнее человек ощущает жизнь, тем острее он ощущает этот разрыв, это противоречие, которое постепенно становится трагедией. Время идёт, и постепенно назревает один выбор — или отказаться от жизни вообще, или найти в себе мужество проживать ту жизнь, которая дарована тебе Богом, судьбой и которую ты в какой-то мере осуществлял и осуществляешь сам, силой своей личности. Смертельно больной доктор Чехов очень хорошо знал эту коллизию и с удивительной нежностью и отчаянной беспощадностью анализировал её. Всё это, как, впрочем, и многое другое, делает пьесы Чехова и красивейшую из них — „Дядя Ваня“ — простой, но вечной мелодией на простые, но вечные темы». (Лев Додин о спектакле)

## Создатели спектакля
Постановка Льва Додина
Художник Давид Боровский

## Награды спектакля
- Высшая Театральная премия Санкт-Петербурга"Золотой софит" (2009)
- Российская национальная театральная премия «Золотая маска» (2009)
- Премия Ассоциации театральных критиков Италии

## Гастроли
- 2003 — Милан (Италия)
- 2004 — Москва, Рим (Италия, Палермо (Италия)
- 2005 — Варшава (Польша), Краков (Польша), Брайтон (Англия), Лондон (Англия), Варвик (Англия), Манчестер (Англия), Оксфорд (Англия), Хельсинки (Финляндия), Будапешт (Венгрия), Намюр (Бельгия)
- 2006 — Иерусалим (Израиль)
- 2007 — Ханты-Мансийск, Сургут, Казань, Сидней (Австралия), Сибиу (Румыния)
- 2008 — Москва
- 2009 — Омск, Железногорск, Старый Оскол, Киев (Украина), Гаага (Нидерланды), Париж (Франция)
- 2010 — Шампейн-Урбана (США), Энн-Арбор (США), Чейпел Хилл (США), Нью-Йорк (США), Сеул (Южная Корея), Ялта (Украина)
- 2011 — Екатеринбург, Череповец, Гуанохуато (Мексика), Париж (Франция), Милан (Италия), Жирона (Испания)
- 2013 — Сочи, Гонконг (Китая)
- 2014 — Псков, Архангельск
- 2015 — Губкин, Орск, Новотроицк, Кириши, Катовица (Польша)
- 2017 — Светлогорск

## Действующие лица и исполнители
Серебряков Александр Владимирович, отставной профессор — Игорь Иванов, Сергей Козырев
Елена Андреевна, его жена, 27 лет — Ксения Раппопорт, Ирина Тычинина, Елизавета Боярская
Софья Александровна (Соня) , его дочь от первого брака — Елена Калинина, Дарья Румянцева, Екатерина Тарасова
Войницкая Мария Васильевна, вдова тайного советника, мать первой жены профессора — Наталья Акимова, Татьяна Щуко
Войницкий Иван Петрович, её сын — Сергей Курышев
Астров Михаил Львович, врач — Пётр Семак, Игорь Черневич
Телегин Илья Ильич, обедневший помещик — Александр Завьялов, Олег Рязанцев
Марина, старая няня — Нина Семенова, Вера Быкова, Ирина Демич, Татьяна Рассказова
Работник — Александр Кошкарев, Виталий Пичик, Алексей Морозов, Иван Чепура, Михаил Титоренко, Иван Матвеенко

## Отзывы о спектакле
- «Лёгкость — способ дыхания артистов в этом спектакле. Будто и нет игры, но в каждой сцене — напряжённая жизнь отношений, возникающих и меняющихся на глазах; незримо натянутые между персонажами тугие нити.» (Марина Токарева)
- «Начав с комедии обыденных ссор, Додин в конце приводит чеховский сюжет к мрачной точке остановившегося времени. В большей же части действия режиссёр проявляет тот самый феномен чеховской „комедии в драме“, над поиском которого сто лет бьётся режиссура.» (Николай Песочинский)
- «Чехов у Додина — гол как сокол. Без натурализма, экспрессионизма и навязчивого символизма (одна метафора и та — подарок). В отдалении — тёмные стены, над сценой — сено. И ничто в опустошённом пространстве не должно помешать нам вслушаться в музыку скуки… В эту симфонию Чехова, Додина, Боровского.» (Олег Вергелис)
- «Актёры МДТ играют с той прозрачностью, когда тебе кажется, ты слышишь ток крови, смены настроений, кружение сердца, сплетение мотивов и подтекстов каждой фразы.» (Ольга Егошина)
- «Давно не приходилось испытывать столь абсолютного театрального удовольствия от того, как через разнообразие вроде бы обыденных человеческих индивидуальностей, собранных в одно время и в одном месте, и через многообразие деталей их повседневного поведения вдруг проявляются симпатические чернила чеховской тайнописи.» (Роман Должанский)
- «Додин оставляет себя один на один с текстом, артиста один на один со зрителем, зрителя один на один с жизнью человеческого духа. Главная мизансцена — фронтальная. Главный сценический приём — исповедь. Тут едва ли не каждая фраза обрастает новыми обертонами. Все характеры — новыми чертами. Все отношения — новыми подробностями.» (Марина Давыдова)
- «Режиссёр Лев Додин искусно поставил мизансцены, напоминающий классический танец (особенно хочется поаплодировать бесшовным переходам между актами, сначала я думал, что это продолжение сцен.) Действие развивается медленно, но каждый момент и каждая пауза рассчитаны так, что сцены не кажутся затянутыми. Актёры и режиссёр не боятся пауз. Некоторые замечательные моменты спектакля происходят в зонах молчания, которые, казалось бы, длятся вечно, но пронизаны подводным течением напряжения.» (Джейк Линдквист. chicagocritic.com)
- «Благодаря режиссуре Додина и мастерству артистов спектакль превращается в трепещущую метафору, с обезоруживающей простотой повествуя о человеческих жизнях, сотканных из снов и иллюзий, безответной любви и тайных страстей. Обязательно посмотрите.»  (Эл Каре Иль Джорно)

## Пресса о спектакле
- Марина Дмитревская «ЧТО ЖЕ ДЕЛАТЬ, НАДО ЖИТЬ» ПТЖ, 2003, № 3(33)
- Николай Песочинский. «СЕРГЕЙ КУРЫШЕВ — ВОЙНИЦКИЙ» ПТЖ, 2003, № 3(33)
- Евгения Тропп. «ИГОРЬ ИВАНОВ — СЕРЕБРЯКОВ» ПТЖ, 2003, № 3(33)
- Елена Строгалева. «ПЕТР СЕМАК — АСТРОВ» ПТЖ, 2003, № 3(33)
- Светлана Цимбалова. «КСЕНИЯ РАППОПОРТ — ЕЛЕНА АНДРЕЕВНА» ПТЖ, 2003, № 3(33)
- Екатерина Гороховская. «ЕЛЕНА КАЛИНИНА — СОНЯ» ПТЖ, 2003, № 3(33)
- Марина Токарева. «Пропущенная жизнь: „Дядя Ваня“ Чехова в Малом драматическом театре — Театре Европы. Постановка Льва Додина» Театр. № 4. 2003. с. 12-17
- Марина Давыдова. «Жизнь пахнет сеном и дождем» Известия, 30.04.2003
- Роман Должанский. «Алмазы в стогах сена.» Коммерсантъ, 30.04.2003
- Жанна Зарецкая. «БеС пауз.» Вечерний Петербург, 06.05.2003
- Ольга Егошина. «Крупный план.» Экран и сцена, № 13-14, май 2003
- Татьяна Москвина. «Просто люди.» Московские Новости, 13-19.05.2003
- Екатерина Ефремова. «Чехов фарсовый.» Русский Журнал 06.05.2003
- Елена Алексеева. «Дом, где по вечерам читают Чехова.»
- Константин Щербаков. «Елена, Иван, Михаил и другие.» Новое время. 2003. № 43
- Николай Песочинский. «Небо без алмазов. „Дядя Ваня“ в постановке Льва Додина.» Независимая газета. № 110 (2943) 04.06.2003
- Марина Дмитревская. «И дождь смывает все следы.» Час Пик 29.06.2003 № 22
- Александра Машукова. «Жажда жизни.» Дом актёра. № 82. 2003. Ноябрь
- Эдуард Бояков. «ЛЮДИ ДОЖДЯ И КУЛЬТУРНЫЕ ГЕРОИ» Новая газета. 05.04.2004
- Жанна Зарецкая. "«В МДТ — Театре Европы отметили 10-летие „Дяди Вани“» «Фонтанка.ру». 27.04.2013
- Олег Вергелис. "Дядя Ваня умер от скуки. Боровский, Чехов, Додин… и другие " gazeta.zn.ua, 25.09.2009
- На железногорской сцене представили спектакль «Дядя Ваня» (интервью с актёрами) Эхо недели, Железногорск, 27.05.2009 (недоступная ссылка)
- Марина МЕЛЬНИЧЕНКО. «СЕНО В АЛМАЗАХ» Сургутские ведомости , 16.04.2007
- О гастролях спектакля в Гааге (Нидерланды) — октябрь 2009 г.
- Энди Пропст (Andy Propst). "Дядя Ваня "http://www.theatermania.com, 08.04.2010 г., Нью-Йорк
- Лоуренс Джонсо. «Полный жизни и смысла „Дядя Ваня“ от русской труппы» The Detroit News, 26.03.2010
- Хайди Вайс . «Паря над миром Чехова» CHICAGO SUN-TIMES, 22 .03.2010
- Дэн Зефф. «„Дядя Ваня“ в Чикагском Шекспировском Театре» Copley News Service 18.03.2010
- Джейк Линдквист. «Дядя Ваня» — сцены из деревенской жизни" chicagocritic.com 18.03.2010
- Брижитт Салино (Brigitte Salino). «Новая встреча с великим Львом Додиным и полностью русским Дядей Ваней.» Ле Монд, 21 января, 2011
- Золотой «Дядя Ваня» (о гастролях в Череповце) Газета «Речь», 23.09.2011
- Ирина Климова. «„Дядя Ваня“ Льва Додина покорил череповецкого зрителя.» Черинфо, 22.09.2011
- Санкт-Петербургский Малый театр привез в Сочи «Дядю Ваню». Новопорт. 20.02.2013
- Klasyka na otwarcie. Recenzja spektaklu «Wujaszek Wania»